# Pebrots de ruc
Els pebrots de ruc (Reseda phyteuma) és una espècie de planta dins la família resedàcia.
És una planta anual o bianual d'uns 40 cm d'alt. preseta dues subespècies:ssp. phyteuma (distribució general i amb sèpals acrescents) i ssp jacquinii(present només al terreny ruscínic). Les fulles són enteres i espatulades. Floreix a la primavera i l'estiu, té raïms de flors terminals de color blanc groguenc i pètals profundament dividits a manera de filaments. El fruit fa 1 cm i la seva forma recorda un petit pebrot.
El seu hàbitat són roquissers, vinyes olivets, etc. Als Països Catalans viu des del nivell del mar fins a 1.500 metres d'altitud.
La seva distribució és mediterrània, nord d'Àfrica i oest i centre de la conca mediterrània, a l'est fins a Grècia; absent a la majoria de les illes però present a totes les Balears i Còrsega.